# C. L. Taylor
Pour les articles homonymes, voir Taylor.
C. L. Taylor, née Carol Louise Taylor en 1973 à Worcester, en Angleterre, est une femme de lettres britannique, auteure de thrillers psychologiques et de chick lit. Pour ses romans chick lit, elle utilise le pseudonyme Cally Taylor.

## Biographie
Elle fait des études de psychologie à l'université de Northumbria à Newcastle upon Tyne. Elle travaille comme concepteur graphique, développeur web et concepteur pédagogique.
En 2005, elle amorce une carrière d'écrivain en publiant des nouvelles et, en 2006, elle est lauréate du Prix Helen Mullin et du concours Bank Street Writers. Ses premières nouvelles appartiennent au genre chick lit et elle les signe du pseudonyme Cally Taylor. Ses deux premiers romans sont du même genre. Avec Heaven Can Wait, elle remporte en 2009 le prix Pink Thong du meilleur premier roman. Le second, Home for Christmas, est adapté en 2014 pour le film britannique Home For Christmas, réalisé par Jamie Patterson, avec Lucy Griffiths et April Pearson.
En 2014, avec son troisième roman, L'Accident (The Accident), elle aborde le thriller psychologique. En 2015, elle publie Le Mensonge (The Lie), roman classé dans les meilleures ventes Sunday Times Bestseller. Les droits pour une adaptation télévisée ont été achetés par The Forge, une société de production télévisuelle britannique.
Elle est un membre diplômé de la British Psychological Society et membre de la Crime Writers' Association.

## Œuvre

### Romans

#### Chick lit
- Heaven Can Wait (2009)
- Home for Christmas (2011)

#### Thrillers psychologiques
- The Accident (2014) Publié en français sous le titre L'Accident, Paris, Marabout, coll. « Marabooks » (2015)  (ISBN 978-2-501-09631-7)
- The Lie (2015) Publié en français sous le titre Le Mensonge, Vanves, Marabout, coll. « Hélène Amalric présente » (2016)  (ISBN 978-2-501-10377-0)
- The Missing (2016) Publié en français sous le titre Disparition, Paris, Marabout, coll. « Hélène Amalric présente » (2017)  (ISBN 978-2-501-11452-3)
- The Escape (2017) Publié en français sous le titre La fuite, Paris, Marabout, coll. « Hélène Amalric présente » (2018)  (ISBN 978-2-501-11435-6)
- The Treatment (2017)
- The Fear (2018) Publié en français sous le titre La peur, Paris, Black Lab, (2020)  (ISBN 978-2-501-12273-3)
- Sleep (2019) Publié en français sous le titre Mourir, dormir..., Paris, Black Lab, (2024)  (ISBN 978-2-501-13860-4)
- Strangers (2020)
- The Island (2021)
- Her Last Holiday (2021)
- The Guilty Couple (2022)
- Every Move You Make (2024)